# Сан-Жозе-ду-Бонфин
Сан-Жозе-ду-Бонфин (порт. São José do Bonfim) — муниципалитет в Бразилии, входит в штат Параиба. Составная часть мезорегиона Сертан штата Параиба. Входит в экономико-статистический микрорегион Патус. Население составляет 2793 человека на 2006 год. Занимает площадь 152,135 км². Плотность населения — 18,4 чел./км².

## Статистика
- Валовой внутренний продукт на 2003 год составляет 5 854 206,00 реалов (данные: Бразильский институт географии и статистики).
- Валовой внутренний продукт на душу населения на 2003 год составляет 2054,11 реалов (данные: Бразильский институт географии и статистики).
- Индекс развития человеческого потенциала на 2000 год составляет 0,562 (данные: Программа развития ООН).